# Bernard Bilicki
Bernard Bilicki, né le 19 décembre 1951 à Lyon, est un karatéka français.

## Carrière
Il est champion de France des clubs en 1969 et 1970, champion de France en 1979, 1980 et 1981 en catégorie mi-moyens, champion d’Europe par équipe en 1980 et médaillé d'argent aux Jeux mondiaux de 1981.